# Želimir Puljić
Želimir Puljić (Kamena, 7 marzo 1947) è un arcivescovo cattolico croato, dal 14 gennaio 2023 arcivescovo emerito di Zara.

## Biografia
Želimir Puljić è nato a Kamena il 7 marzo 1947.

### Formazione e ministero sacerdotale
Ha frequentato il ginnasio diocesano di Ragusa e ha continuato gli studi di teologia a Spalato e a Roma, dove ha conseguito la licenza in teologia pastorale e il dottorato in psicologia.
Il 24 marzo 1974 è stato ordinato presbitero per la diocesi di Mostar-Duvno a Roma dal cardinale Agnelo Rossi. Terminati gli studi è entrato in servizio nel seminario maggiore di Sarajevo dove è stato prefetto dal 1978 al 1980, prefetto degli studi dal 1980 al 1985 e rettore dal 1985 al 1988.
Membro dell'Accademia europea delle scienze e delle arti, è autore di numerose pubblicazioni e parla e scrive italiano, tedesco, inglese e francese.

### Ministero episcopale

#### Vescovo di Ragusa di Dalmazia
Il 7 dicembre 1989 papa Giovanni Paolo II lo ha nominato vescovo di Ragusa di Dalmazia. Ha ricevuto l'ordinazione episcopale il 14 gennaio successivo nella cattedrale dell'Assunzione di Maria a Ragusa dal cardinale Franjo Kuharić, arcivescovo metropolita di Zagabria, co-consacranti l'arcivescovo metropolita di Spalato-Macarsca Ante Jurić e il vescovo di Mostar-Duvno Pavao Žanić. Durante la stessa celebrazione ha preso possesso della diocesi.
Nel luglio del 2006 ha compiuto la visita ad limina.

#### Arcivescovo di Zara

Stemma arcivescovile di mons. Želimir Puljić

Il 15 marzo 2010 papa Benedetto XVI lo ha nominato arcivescovo di Zara.
Nel novembre del 2018 ha compiuto una seconda visita ad limina.
Dal 14 novembre 2012 al 18 ottobre 2022 è stato presidente della Conferenza dei vescovi della Croazia. In seno alla stessa ha prestato servizio come presidente del consiglio per la cultura e per i beni culturali della Chiesa.
Il 14 gennaio 2023 papa Francesco ha accolto la sua rinuncia, presentata per raggiunti limiti di età, al governo pastorale dell'arcidiocesi di Zara; gli è succeduto l'arcivescovo coadiutore Milan Zgrablić.
Il 14 febbraio seguente è stato nominato amministratore apostolico di Spalato-Macarsca; ha ricoperto l'incarico fino al 28 ottobre.

## Genealogia episcopale e successione apostolica
La genealogia episcopale è:
- Cardinale Scipione Rebiba
- Cardinale Giulio Antonio Santori
- Cardinale Girolamo Bernerio, O.P.
- Arcivescovo Galeazzo Sanvitale
- Cardinale Ludovico Ludovisi
- Cardinale Luigi Caetani
- Cardinale Ulderico Carpegna
- Cardinale Paluzzo Paluzzi Altieri degli Albertoni
- Papa Benedetto XIII
- Papa Benedetto XIV
- Papa Clemente XIII
- Cardinale Bernardino Giraud
- Cardinale Alessandro Mattei
- Cardinale Pietro Francesco Galleffi
- Cardinale Giacomo Filippo Fransoni
- Cardinale Carlo Sacconi
- Cardinale Edward Henry Howard
- Cardinale Mariano Rampolla del Tindaro
- Cardinale Rafael Merry del Val
- Arcivescovo Anton Bauer
- Arcivescovo Josip Antun Ujčić
- Cardinale Franjo Šeper
- Cardinale Franjo Kuharić
- Arcivescovo Želimir Puljić

La successione apostolica è:
- Vescovo Petar Palić (2018)
- Arcivescovo Milan Zgrablić (2022)